# Distorted Revelation
Distorted Revelation je međusobna suradnja Barta Jenniskensa i Alexa Gelinga. Ova suradnja je započela 2007. kada su se upoznali preko interneta. Nakon što su zadivili jedan drugoga, počeli su producirati zajedno. Bez obzira na to što su međusobno udaljeni 300 kilometara (Groningen - Limburg), internet je i danas savršeni način za djelovanje na njihovim projektima.
Njihova prva prekretnica je bila u obliku EP-a Get Ya Guns Out objavljenim u K.N.O.R Recordsu u svibnju 2008. U međuvremenu su započeli DJ-ati na lokalnim i većim zabavama. Trenutno rade teško na vlastitim vještinama produciranja i DJ-anja pripremajući se tako na objavljivanje novih izdanja u hardcore sceni.

## Diskografija

### Albumi/ploče i pjesme
- 2008.: Get Ya Guns Out E.P.
- 2009.: Too Much Pain
- 2010.: "That's How It's Going Down" (suradnja s D-Jackalom)
- 2010.: Volume 1 EP (objavljeno zajedno s pjesmama Stormragea i DJ Affixa)

### Remiksevi
- 2008.: "Secure Code - I'm Not A Number (Distorted Revelation Remix)"
- 2009.: "Mainframe  - New World Disorder (Distorted Revelation Remix)"
- 2010.: "The Beat Controller - Crack Em Hard (Distorted Revelation Remix)"